# Дозаривание
Доза́ривание — процесс доведения снятых недозрелых плодов в хранилищах, складах или специально оборудованных камерах до состояния потребительской спелости. Целью процесса дозаривания является стимулирование дальнейшего развития овощей и фруктов с доведением их до оптимальных потребительских кондиций в тех случаях, когда естественное созревание происходит недостаточно быстро или протекает в неполном объёме при хранении собранной продукции в охлаждённом состоянии. Дозаривание необходимо для достижения фруктами с недостаточной окраской требуемой окраски (яблоки, лимоны, мандарины и прочие).
Обычно в процессе дозаривания применяют два подхода:
- физические воздействия (выдерживание снятых плодов при определённой температуре и влажности);
- комбинированные физико-химические воздействия (дополнительно воздействуют на плоды газами — этиленом, кислородом).

## Дозаривание плодов
Ряд овощей и фруктов для улучшения транспортабельности и повышения лёжкости собирают на хранение в состоянии, далёком от полной зрелости (поздние сорта яблок, груши, абрикосы, персики, сливы, бананы, томаты и дыни). Как в случае естественного процесса созревания плодов на растении, так и во время искусственного процесса (дозаривания) сложные органические вещества плодов распадаются на простые (например, протопектин переходит в растворимый пектин, крахмал превращается в глюкозу, уменьшается содержание кислот), в результате чего плоды становятся мягче и слаще. Как в процессе созревания на растении, так и при дозаривании образуются красящие вещества (пигменты), и плоды приобретают характерную для данного вида окраску. Однако, если процесс созревания осуществляется непосредственно на растении, то в плодах происходит не только распад веществ, но и их синтез — вкусовые качества таких плодов выше, чем дозревших в лёжке. По этой причине сбор недозревших плодов с последующим их дозариванием проводят только в случае необходимости.
Наиболее часто дозариванию подвергают томаты. Для этого свежеснятые неповреждённые плоды помещают в открытые, хорошо проветриваемые ящики. Овощехранилища надёжно защищают от дневного света, оборудуют вентиляцией и, при необходимости, отоплением. Интенсивность процесса дозаривания в немалой степени зависит от состояния относительной влажности (должна быть не выше 80 %) и температуры воздуха в хранилище. Для замедления темпов дозаривания плоды (например, яблоки, груши, дыни, плоды косточковых пород) хранят при более низкой температуре, а для ускорения — температуру воздуха повышают до 20°С (но не выше 25°С). Чрезмерное повышение температуры воздуха задерживает процесс дозаривания, способствует разрушению некоторых витаминов, а в томатах не образуется красящее вещество и плоды становятся жёлтыми).

## Дозаривание с помощью этилена
Действие этилена на плоды было обнаружено в 1930-х годах.
Наиболее часто технология дозаривания плодов с помощью газа этилена в герметичных камерах применяется для томатов и бананов. Подача этилена в автоматизированные камеры дозаривания осуществляется из баллонов или с помощью специальных генераторов этилена. В северных районах по причине короткого лета рекомендуют убирать томаты зелёными и дозаривать плоды с помощью этилена, в герметичных камерах, установленных в отапливаемых помещениях. Дозаривание позволяет получать зрелые плоды на месяц раньше, чем при естественном созревании на растениях.